# Лисичка-дракон
 Лисичка-дракон (лат. Podothecus sachi) — рыба в семействе Агоновые из рода Podothecus. Вид описан Джорданом и Снайдером (англ. John Otterbein Snyder) в 1901 году.

## Описание
Голова, сжатая с боков составляет 25 % от длины всего тела. Под вершиной рыла и в углах рта имеются усики, большинство из них сложные (тем не менее, слаборазвитые). диаметр глаза составляет 19-23 % длины головы, рыло — 49-50 % длины головы. зубы мелкие. на верхней челюсти их очень мало, а на сошнике зубов нет. всё тело сжато с боков. шипы на костных пластинках образуют продольные кили. у этих рыб (особенно у самцов) увеличивается задний спинной и анальный плавник. у особенно крупных особей высота плавников 40 % длины тела, а иногда и длиннее. Второй спинной плавник обладает тёмным краем или полностью темный с некоторым количеством светлых пятен, как правило сгруппированых в 1—3 ряда. край анального плавника тоже тёмный. на границе между светлой и тёмной частью анального плавника имеется ряд светлых пятен. от вида Podothecus gilberti отличается большим количеством лучей в анальном и спинном плавнике, а также размером этих плавников у основания и их высотой. из-за этих двух плавников Podothecus sachi получила название рыба-дракон.

## Рацион
Питается бентосными ракообразными, моллюсками и иглокожими.

## Ареал
Обитает в Японском море, Татарском проливе, вокруг островов Иеддо и Сахалин, на юге Камчатки.